# パナソニックアリーナ

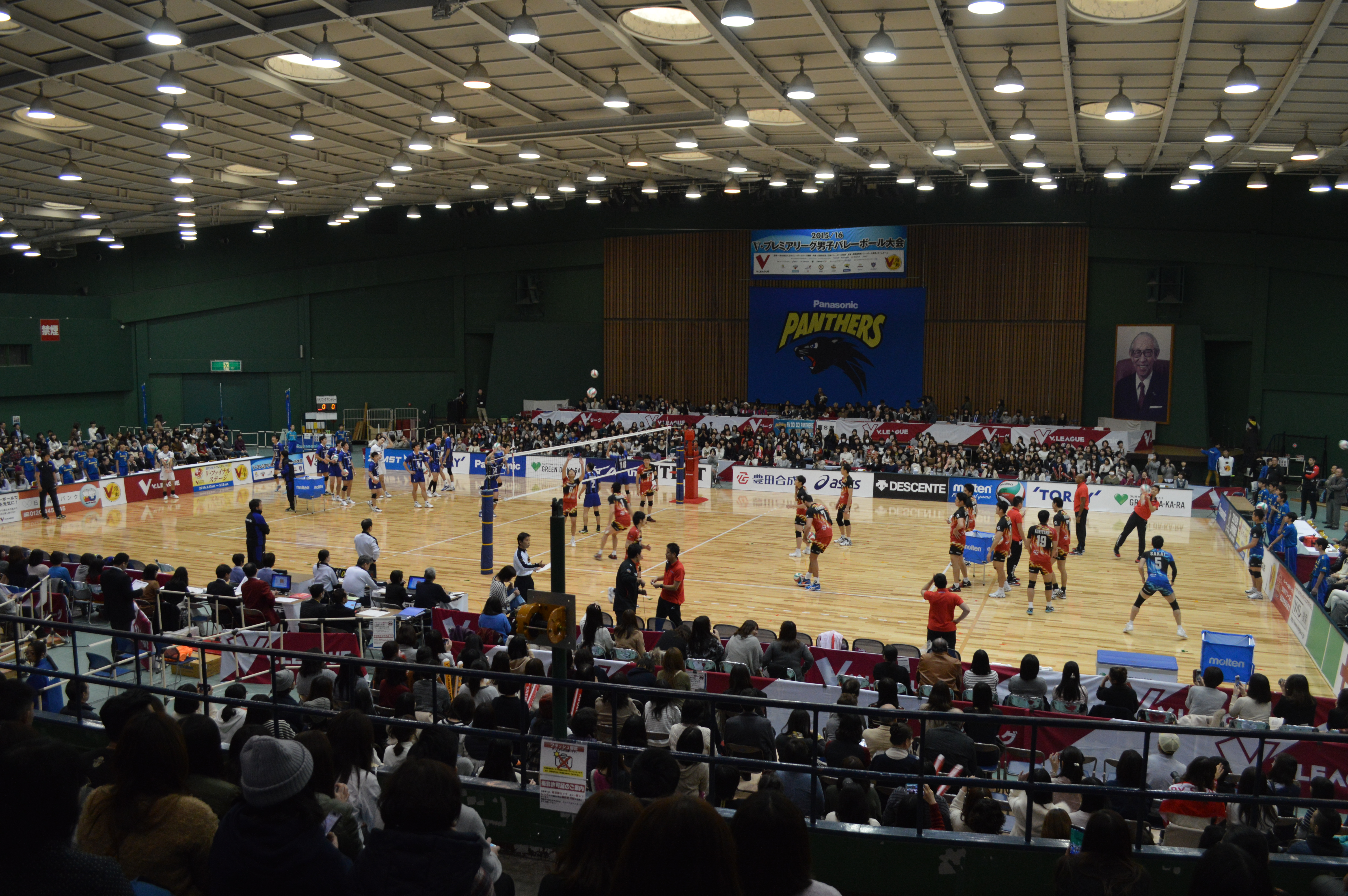
内部

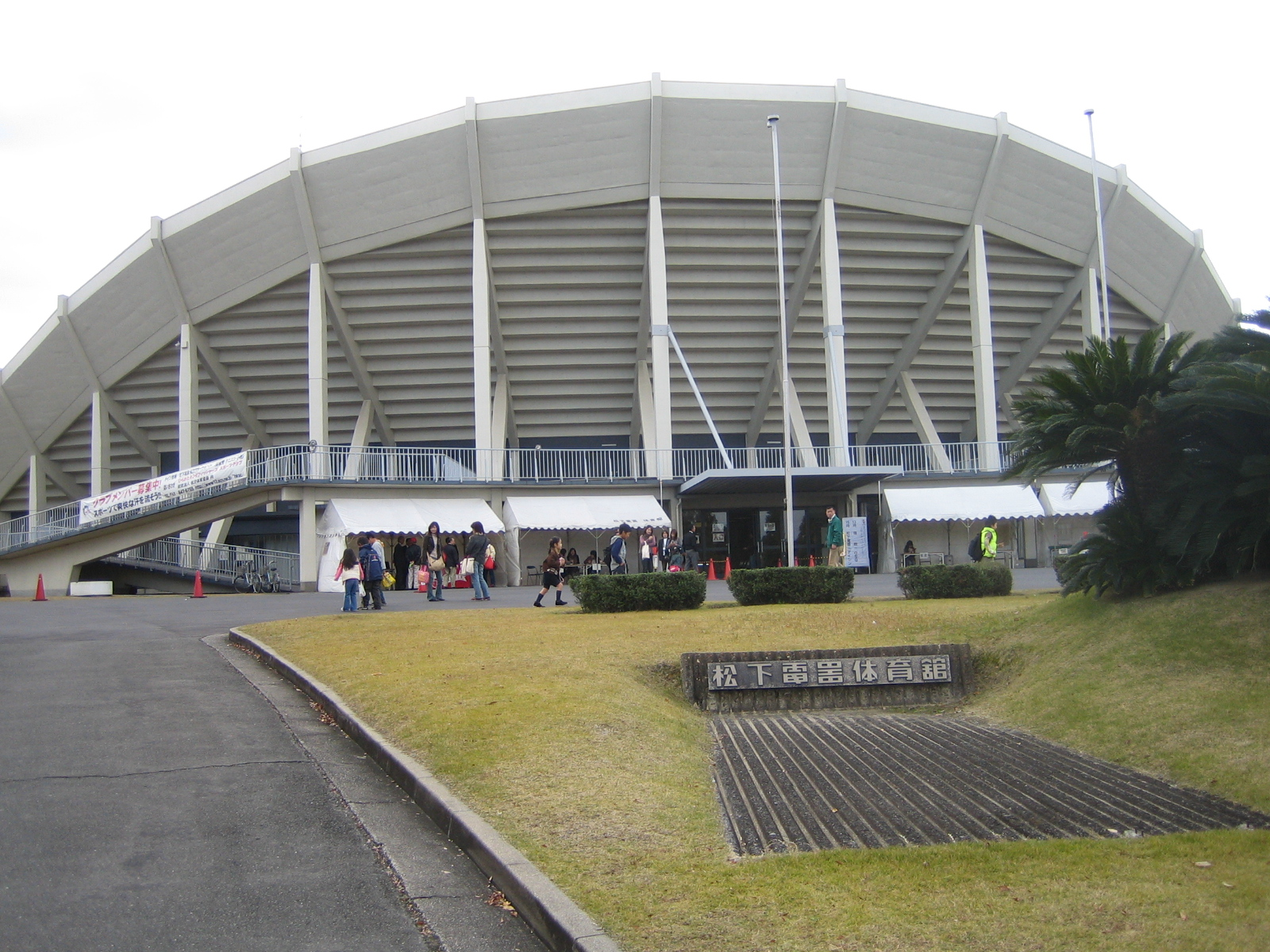
松下電器体育館時代（2005年）

パナソニックアリーナは、大阪府枚方市にある、パナソニック所有の体育館。

## 概要
1965年、前年に完成した松下電器産業（当時）の社員研修所の一角に社員の福利厚生を目的とした松下電器体育館として建設された。1968年に開催された松下電器産業創業50周年記念式典を始め、松下電器・パナソニック主催イベントの多くが同所で開催されている。かつては枚方市の成人式やコンサートも開催されたことがある。
パナソニック関連のスポーツチームの本拠地としても活用されており、SVリーグの大阪ブルテオンのホームゲームが開催される。また、かつてはバスケットボールのパナソニックトライアンズ（現：和歌山トライアンズ）もここを本拠地としていた。
体育館のステージ右側には、パナソニックの創業者である松下幸之助の大きな写真が掲示されている。

## 交通
- 国道1号枚方バイパス沿いにある（ただし、敷地内に一般駐車場はない）。
- 京阪電気鉄道京阪本線枚方公園駅より、京阪バスで「さつき丘」下車。